# Впервые замужем (фильм)
«Впервые замужем» — советский полнометражный цветной художественный фильм, поставленный на киностудии «Ленфильм» в 1979 году режиссёром Иосифом Хейфицем по одноимённому рассказу Павла Нилина.
Премьера фильма в СССР состоялась в августе 1980 года.

## Сюжет
Узнав, что Тоня беременна, её друг Аркадий уезжает на Ангару, не оставив даже адреса. Будучи матерью-одиночкой, она одна растит дочь Тамару, не отказывая ей ни в чём, но та стыдится своей матери, которая, не имея в своё время возможности получить хорошее образование, работает мойщицей посуды. Выйдя замуж, дочь уговаривает мать переехать жить к сестре, фактически выгоняя её из дома. По адресу, полученному от подруги Гали, Антонина уезжает в далёкую деревню, где знакомится с одиноким вдовцом Ефимом Емельяновичем, мечтающим встретить хорошую женщину…

## В ролях
- Евгения Глушенко — Тоня (Антонина Васильевна Болотникова)
- Николай Волков — Ефим Емельянович Пурышев
- Валентина Теличкина — Галя (Галина Борисовна)
- Светлана Смирнова — Тамара Болотникова
- Игорь Старыгин — Валерий Перевозчиков

### В эпизодах
- Надя Климентович — Тамара в детстве
- Фёдор Балакирев — Ворожейкин
- Галина Волкова — подруга Тони
- Татьяна Голышева — подруга Тони
- Сергей Иванов — Юрий Ермолаевич Гвоздецкий
- Николай Карамышев — отец Валерия
- Надежда Карпеченко — подруга Тони
- Нина Мамаева — Лукерья Петровна, сторож в лаборатории
- Алексей Михайлов — комендант
- Николай Муравьёв — ухажёр
- Елена Соловьёва — Алёна
- Людмила Старицына — официантка

## Съёмочная группа
- Авторы сценария: Павел Нилин, Иосиф Хейфиц.
- Постановка — Иосифа Хейфица
- Главный оператор — Владимир Дьяконов
- Главный художник — Юрий Пугач
- Композитор и дирижёр — Олег Каравайчук

## Призы и награды
- 1980 — Приз «За лучшее исполнение женской роли» Евгении Глушенко на XIII Всесоюзном кинофестивале.
- 1980 — Приз писателю Павелу Нилину на XIII Всесоюзном кинофестивале.
- 1980 — Главная премия фильму на XXII МКФ в Карловых Варах (ЧССР).

## Факты
- Съёмки проходили в течение лета 1979 года в городе Горьком.
- Актрисы, играющие в фильме мать и дочь, имеют между собой разницу в возрасте всего четыре года: Евгения Глушенко родилась в 1952 году, Светлана Смирнова — в 1956-м. Глушенко сыграла свою 40-летнюю героиню, будучи 27-летней.